# Laloran
Laloran (tetum für „Welle“) ist eine osttimoresische Aldeia im Sucos Bairro Pite (Verwaltungsamt Dom Aleixo, Gemeinde Dili). 2015 lebten in Laloran 50 Menschen.

## Lage
Laloran bildet an der Nordgrenze des Sucos Bairro Pite einen schmalen Streifen entlang der Avenida Nicolau Lobato. Östlich liegt die Aldeia Transporte Air Timor (T.A.T.), südlich die Aldeias Xamatama und Licarapoma und westlich die Aldeia Andevil. Nördlich der Avenida Nicolau Lobato befinden sich die Suco Kampung Alor und Fatuhada.